# Chaetodon capistratus
Chaetodon capistratus es una especie de pez mariposa marino del género Chaetodon, familia Chaetodontidae.
Su nombre común en inglés es Foureye butterflyfish, o pez mariposa de cuatro ojos. En español, dependiendo del país, se le llama isabelita blanca, Kete, parche ocelado o mariposa ocelada.
Es la especie de pez mariposa más común en el Caribe, con poblaciones estables, y habitando en varias áreas marinas protegidas. Es una especie comercializada en el mercado de acuariofilia.

## Morfología
Posee la morfología típica de su familia, cuerpo ovalado, semi-rectangular con las aletas extendidas, y comprimido lateralmente.
La coloración general del cuerpo, cabeza y aletas, excepto las ventrales, es gris pálida. Los laterales del cuerpo están decorados con un patrón "chevrón" de finas líneas oscuras. Tiene una franja vertical marrón en la cara, que le cubre el ojo, y está bordeada en blanco. Su seña más distintiva es una mancha negra, rodeada de un anillo blanco, en forma de ocelo, situada bajo la parte posterior de la aleta dorsal. Las aletas pélvicas son amarillas. Las aletas dorsal, anal y caudal tienen una banda más oscura, paralela a sus márgenes y bordeada con finas líneas hacia el exterior, primero con una oscura y después otra blanca.
Los juveniles tienen el ocelo distintivo más bajo, frente al pedúnculo caudal, con poca edad tienen otro ocelo más en el extremo posterior de la aleta dorsal, y otra banda ancha negra en la parte anterior del cuerpo.

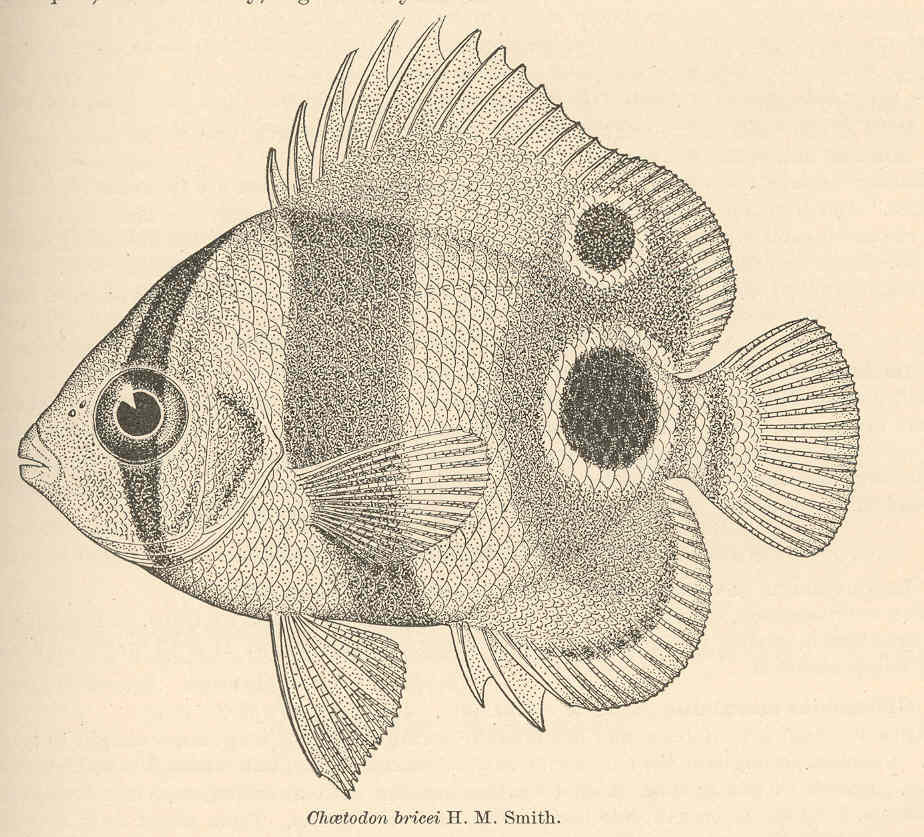
Ilustración de ejemplar juvenil de C. bricei (sinonimia) Smith, Hugh M. (1898)
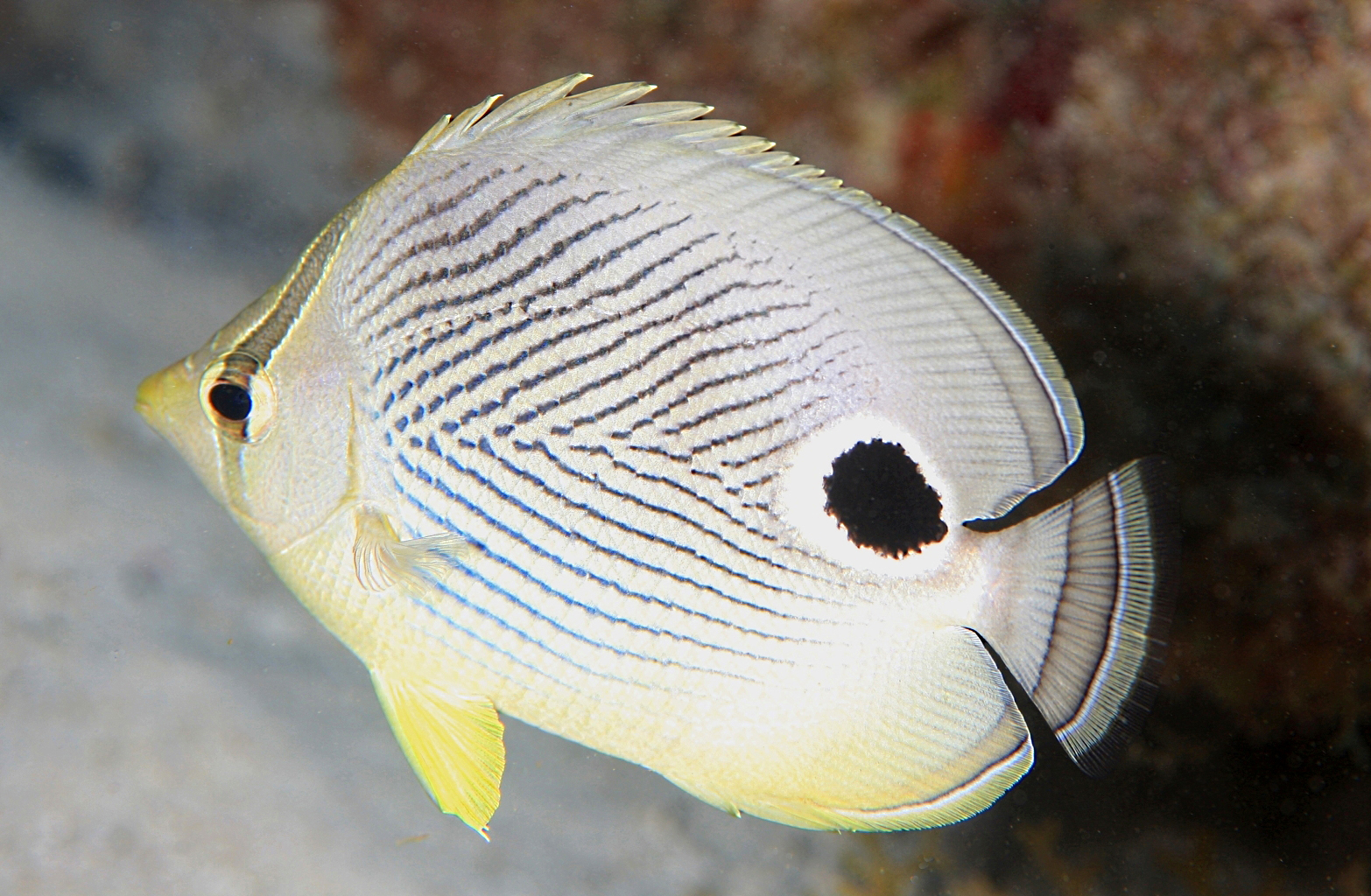
Ejemplar adulto

Tiene 13 espinas dorsales, entre 17 y 20 radios blandos dorsales, 3 espinas anales, y entre 16 y 17 radios blandos anales.
Su talla máxima es de 15 cm.

## Alimentación
Es una especie omnívora, y se alimenta, principalmente de pólipos de corales duros y zoantarios, gorgonias, gusanos poliquetos y tunicados. Cuando la dieta principal son pólipos de corales, que son poco nutritivos, acepta también huevos de peces y crustáceos.

## Reproducción
Son dioicos, o de sexos separados, ovíparos, y de fertilización externa. El desove sucede antes del anochecer. Forman parejas durante el ciclo reproductivo, pero no protegen sus huevos y crías después del desove.
Alcanzan la madurez con 9,2 cm de largo. Su nivel de resiliencia es alto, doblando la población en menos de 15 meses.

## Galería

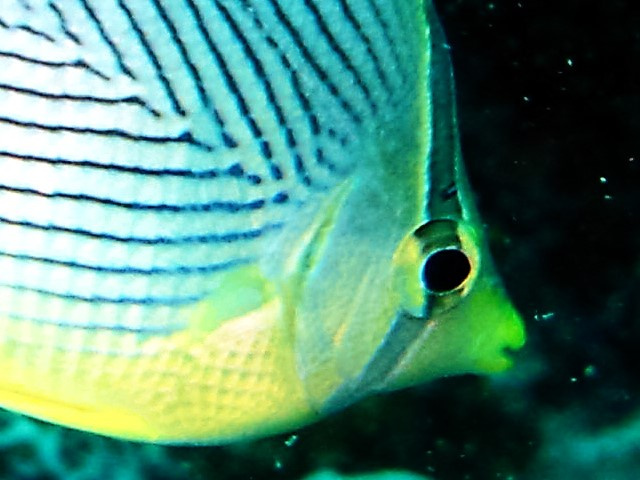
Detalle de cabeza, isla Juventud, Cuba
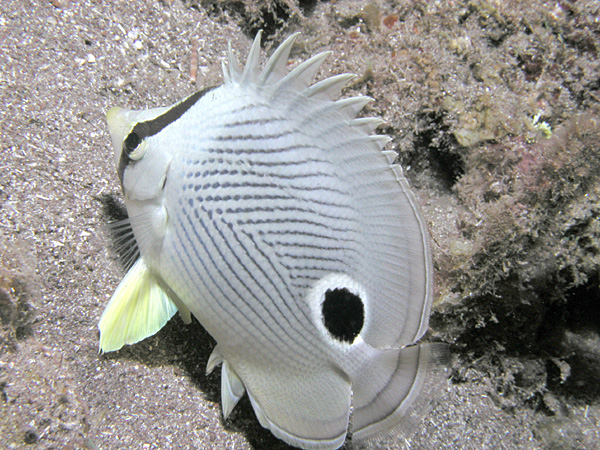
En Saba, Antillas Neerlandesas, con la aleta dorsal desplegada
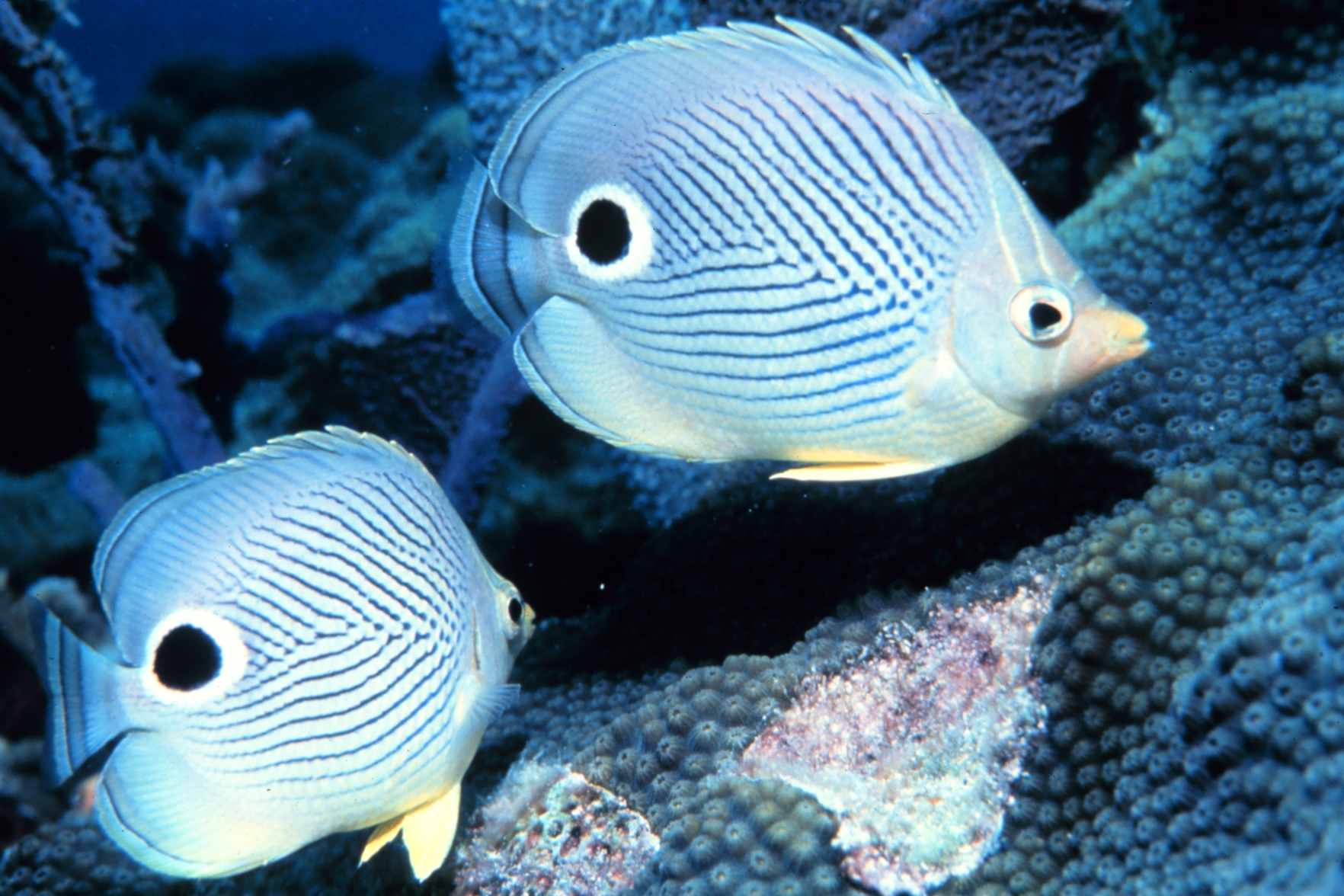
Pareja en el Santuario Nacional Marino de los Cayos de Florida
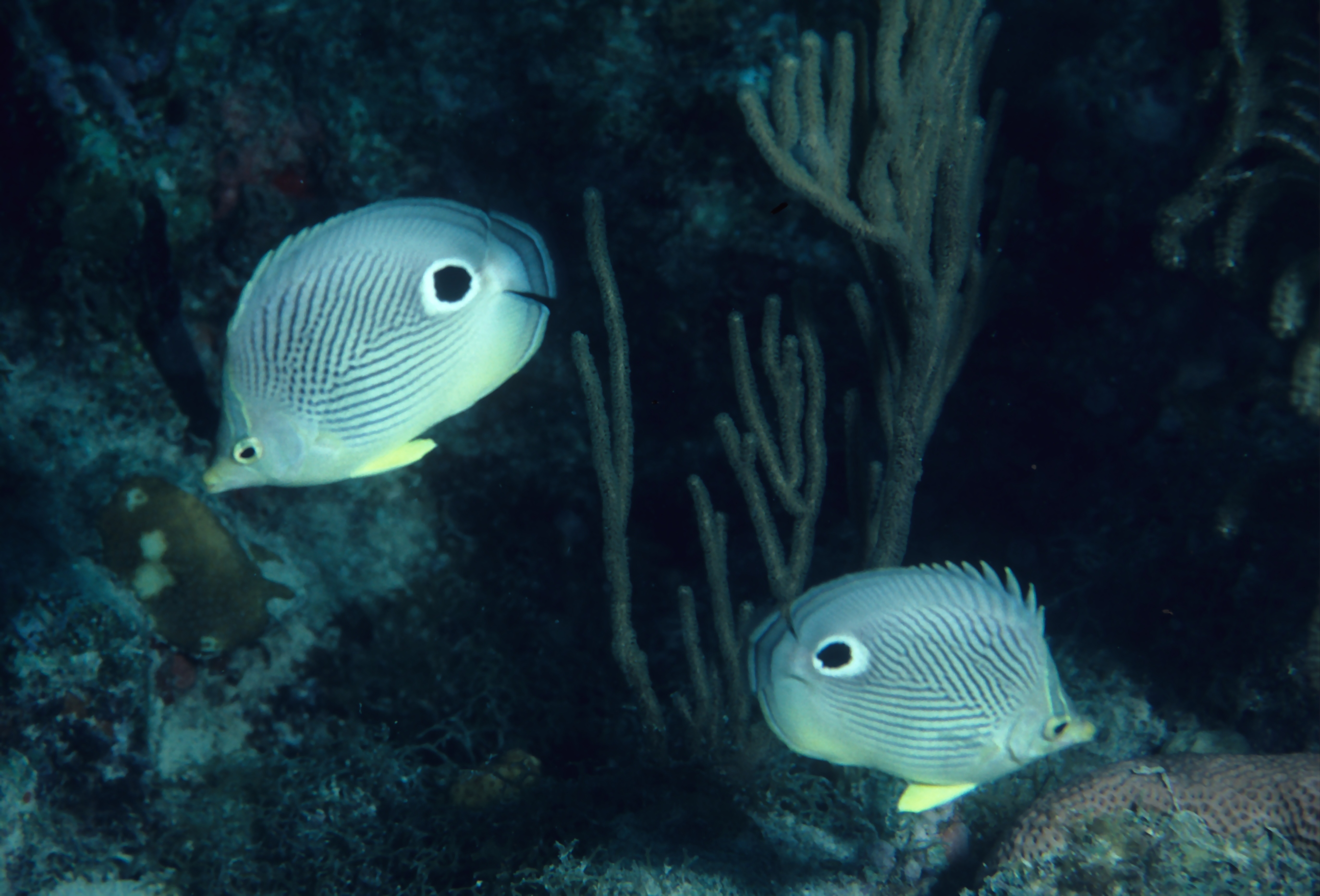
Pareja en el mar Caribe junto a gorgonia
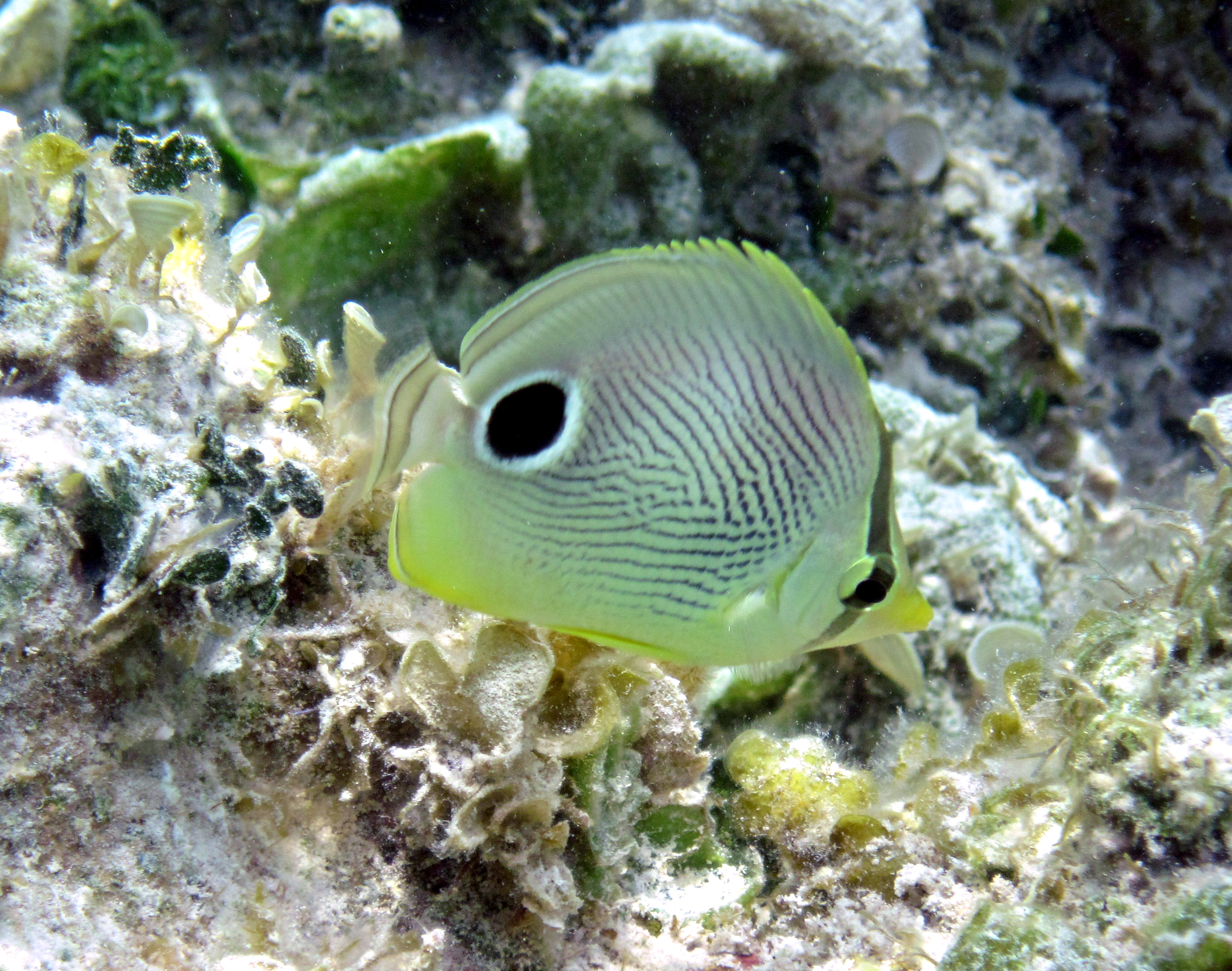
En isla San Salvador, Bahamas
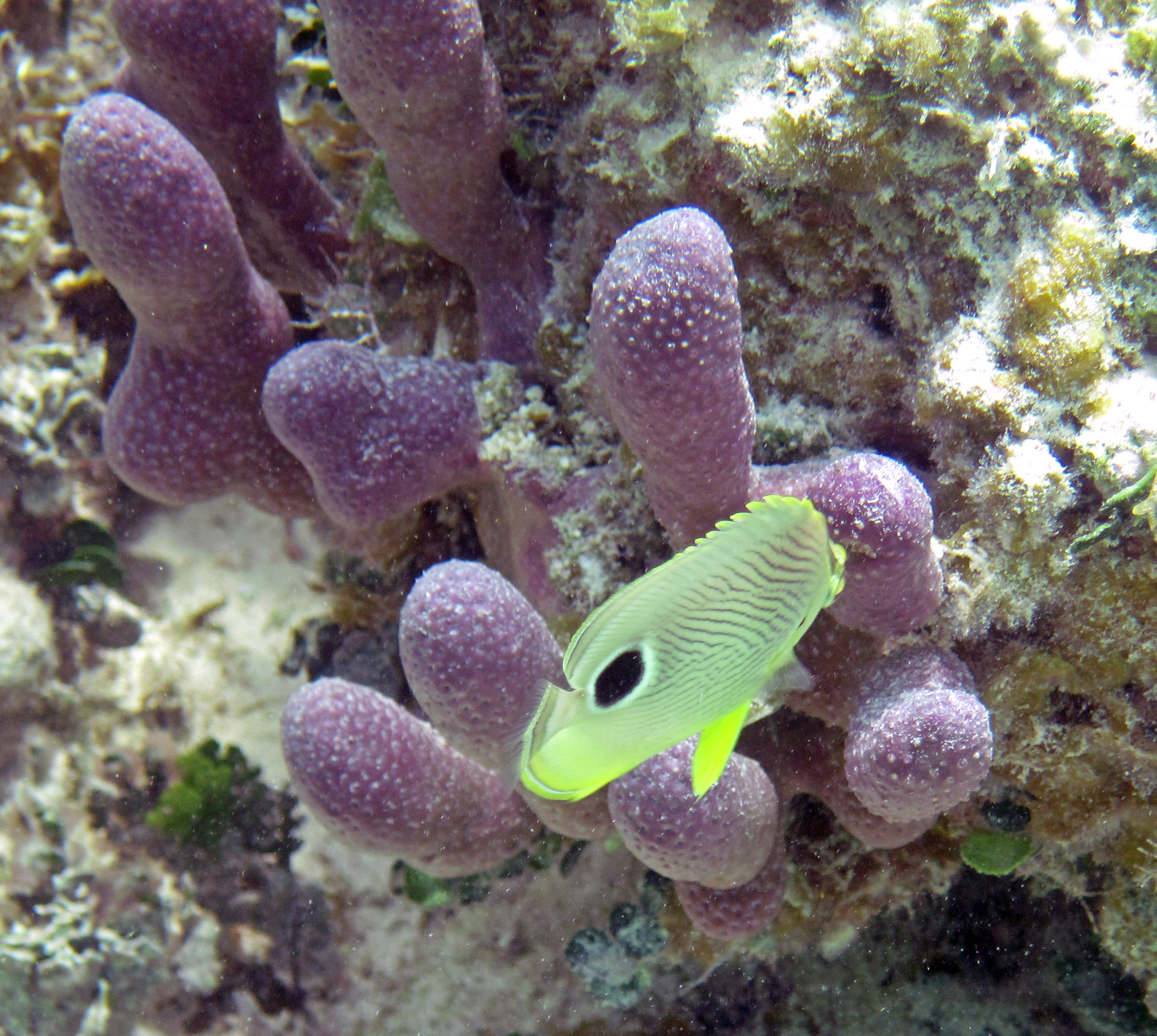
Alimentándose de coral
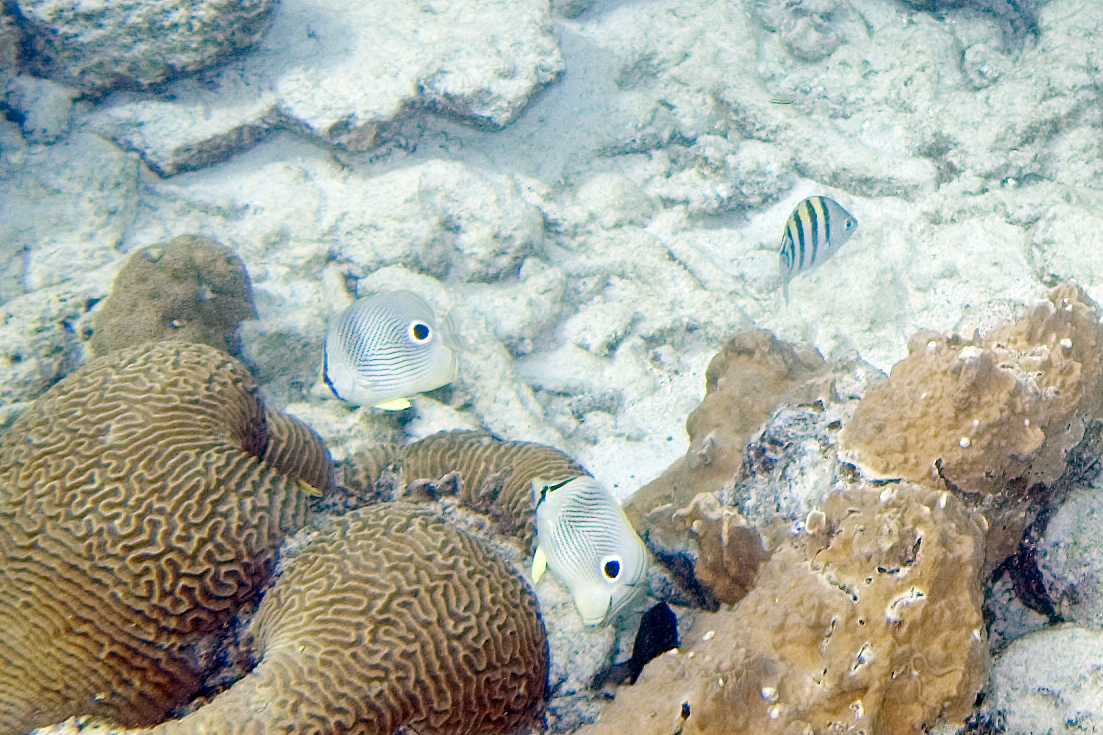
Pareja de C. capistratus junto a colonia de coral cerebro Pseudodiploria strigosa y Abudefduf saxatilis

## Hábitat y comportamiento
Especie asociada a arrecifes, donde se les ve en áreas soleadas rocosas y coralinas. Los juveniles frecuentan pastos marinos, como los de Thalassia. Suelen ocurrir solos o en parejas.
Son desparasitados por las gambas limpiadoras Periclimenes pedersoni y por el gobio Gobiosoma evelynae.
Su rango de profundidad está entre 2 y 20 metros, aunque se reportan registros hasta los 40 m y en un rango de temperatura entre 26.13 y 28.06 °C.
Generalmente buscan una pareja para toda la vida, y son más frecuentemente vistos en pareja, aunque también solitarios.

## Distribución
Se distribuye en aguas tropicales del océano Atlántico oeste. Es especie nativa de  Anguilla; Antigua y Barbuda; Antillas Neerlandesas; Bahamas; Barbados; Belice; Bermuda; Bonaire; Islas Cayman; Colombia; Cuba; Curazao; Dominica; República Dominicana; Estados Unidos; Granada; Guadalupe; Guatemala; Haití; Honduras; Jamaica; Martinica; México; Montserrat; Nicaragua; Panamá; Puerto Rico; San Cristóbal y Nieves; Saint Lucia; Saint Martin (parte francesa); Saint Vincent y las Grenadines; Sint Maarten (parte holandesa); Trinidad y Tobago; Turks y Caicos; Venezuela e Islas Vírgenes, tanto las británicas, como las estadounidenses.